# Crepidotaceae
Crepidotaceae là một họ nấm trong bộ Agaricales.

## Phân loại khoa học
Họ nấm Crepidotaceae hiện đang trong quá trình phân tích và sắp xếp lại các chi loài do có sự phát sinh chủng loại học.